# Ptychodesthes bicostata
Ptychodesthes bicostata är en skalbaggsart som beskrevs av Hermann Rudolph Schaum 1848. Ptychodesthes bicostata ingår i släktet Ptychodesthes och familjen Cetoniidae.

## Underarter
Arten delas in i följande underarter:
- P. b. intermedia
- P. b. setulosa